# Altars of Madness
Altars of Madness is het debuutalbum van de Amerikaanse deathmetalband Morbid Angel, uitgebracht in 1989 bij Combat Records. Dit album wordt over het algemeen gezien als een van de invloedrijkste deathmetalalbums aller tijden.

## Tracklist
1. "Immortal Rites" – 4:05
2. "Suffocation" – 3:14
3. "Visions from the Dark side" – 4:08
4. "Maze of Torment" – 4:23
5. "Lord of all Fevers and Plagues (bonustrack op de cd-uitvoering)"* – 3:28
6. "Chapel of Gouls" – 4:58
7. "Bleed for the Devil" – 2:22
8. "Damnation" – 4:09
9. "Blasphemy" – 3:28
10. "Evil Spells" – 4:12
11. "Maze of Torment (Re-mix)"* – 4:27
12. "Chapel of Gouls (Re-mix)"* - 4:59
13. "Blasphemy (Re-mix)"* - 3:21

*Alleen op de cd-versie

## Leden
- David Vincent: zang, bas
- Richard Brunelle: gitaar
- Trey Azagthoth: gitaar
- Pete Sandoval: drums